# フラッシュマーケティング
フラッシュマーケティングとは商品やサービスの提供にあたり、割引価格や特典がついたクーポンを期間限定でインターネット上で販売する手法。一般に24時間から72時間程度の短時間（フラッシュ）に、集客と販売および見込み顧客の情報収集が行われるという特徴を持つ。

## 概要
アメリカでは従来から販売期間を24時間と短く設定した"One deal a Day"（"Deal of the day"）という手法が存在しており、Amazon.comやBuy.comが採用していた。2008年、GROUPON社が、割引クーポンをインターネット上で事前に共同購入するビジネスモデルを始める。このメソッドは、GROUPON社の海外進出に伴い世界に広まり、類似サービスも出現していく。
GROUPON社の手法は、日本においては「共同購入型クーポン」と呼ばれるようになり、この手法を行うサイトはグルーポン系サイト、またこの類のクーポンは事前購入型クーポンと呼ばれる。GROUPON社の成功を追うように、新しいビジネスモデルも現れている。

## ビジネスモデル

### 共同購入型クーポン
一定時間内に一定数が揃えば、購入者は大幅な割引率のクーポンを取得することができるという手法。たとえば「24時間以内に30人の購入希望者が集まれば、フルコースディナー7400円相当が54%割引の3500円になるクーポンを提供」のような形態をとる。指定された時間内に最低販売数に到達しなければ不成立となり、クーポンは提供されない。このため購入者がTwitterやソーシャルネットワーキングサービスを使って口コミを起こし、他の共同購入者を短時間のうちに集めるという行為が行われる。

#### 特徴
共同購入型クーポン系サイトの特徴は以下の通り。
- クーポンの掲載期間に時間制限がある
- 最低購入数と上限数が決まっている
- 1日1エリア1クーポン

### 店舗主導型
フラッシュマーケティング特有のカウントダウンの手法を用いているが、「店舗主導型でクーポンを配信している」「1エリア（あるいは都道府県ごと）に1日1クーポンを出していない」ところに共同購入型クーポンとの違いがある。一般的なクーポンサイトのように、不特定多数の人へ配信するバラマキ型のクーポンではなく、クーポンの有効期限や配信枚数を設定することで効率的に集客することができる店舗主導型のクーポンとなっている。そのことで共同購入型クーポンでは提供できない地域密着型の店舗から必要なときにクーポンを発行することもできる。
店舗主導型のサイトは、イマナラ!、チョイモビ、チケモンなどがサイトを運営している。

### ショッピングモール型
トクー!トラベル、ギルト・グループ、グラムール セールス、ブランディシモは、フラッシュマーケティングが得意とするカウントダウンを生かして、制限時間内に割引クーポンではなく、商品を販売する。
直接取引きによって代理店手数料を抜いたことで、大幅な割引が可能となっている。ショッピングモールのように商品をたくさん陳列することで、ユーザー主導型の動線が可能となっている。

### その他
日本では「ギャザリング」と呼ばれる共同購入の手法があるが、「参加人数が多くなるごとに商品がどんどんプライスダウンしていく」「ギャザリングという名称が登録商標」という点でグルーポン系サイトとは違いがあり、掲載期間も1週間など比較的長いため、フラッシュマーケティングには属さない。

## 業界の動向
- 日本では2010年4月にサービス開始したPikuをはじめ、グルーポン・ジャパン（旧名称：Qpod）が有名だった。大手企業も参入し、リクルートのポンパレ、（株）EPARKマーケティングのEクーポン（旧名称は楽天グループのRaCoupon「買うクーポン」で、楽天グループになる前の旧名称はShareee）などがあった。2010年6月時点では6社参入であったが[12]、2010年10月時点で100サイトを超え、2011年12月時点では230サイトを超えていた[13]。
- 一方で、店舗への営業力やサービス知名度によってクーポンの品揃えが左右されるため、競争に敗れた中小サイトではサービスの統廃合が相次ぎ[14]、2011年11月にクーポンを販売したサイトは約70サイトに留まる[15]。国内で最古参だったPikuも事業を縮小しShareeeからクーポン提供を受けるようになった[16]。そのシェアリーも楽天傘下となり[17]、さらに「RaCoupon 楽天クーポンサービス 買うクーポン」への再編を経て[18]、RaCouponもEPARKの運営するEクーポンとなった[19]。
- 共同購入型クーポンサイトの急激な増加により、全てのサイトを巡回しなくても効率的にクーポン情報を閲覧できるよう、グルーポン系まとめサイトも誕生してきており[20]、ポイント付与など集合的に会員を獲得しようとする動きもある[21]。
- アメリカではグルーポンなどで購入した人が、使う予定のないクーポンを販売する中古販売のサイトが出てきたが[22]、日本でも売買サイトが登場し始めている[23]。
- 共同購入型クーポンサイトについて、アメリカでは調査した企業のうち66%はプロモーションが利益になったが、32%は不採算だったという。また42%の企業がプロモーションの再実施は行わないと第三者機関であるアメリカのライス大学の調査で明らかにした[24]。
- 急成長してきたフラッシュマーケティング市場だが、2011年後半以降不調が伝えられる[25][26]。さらにフラッシュマーケティング最大手である米グルーポンも2012年2月8日赤字の四半期決算を発表した[27]。そして2020年9月28日、日本市場からの撤退を発表、同日をもってクーポンの販売を終了した[28]。

## トラブル・課題
国民生活センターは、2010年10月頃より共同購入型クーポンサイトの利用者からのトラブルが相次いで報告されていることを公表しており、クーポン購入の際には慎重な確認などを怠らないよう消費者に呼び掛けている（外部リンク参照）。

### 配送遅延の問題
グルーポン・ジャパン（当時はQ:pod）が2010年7月20日に販売し1万枚を売り上げたiTunesカードが、提供会社のトラブルの影響で商品が購入者の元に届かず、販売日から1か月後公式サイトの中で謝罪した。7月22日には1日で1万枚のクーポンを完売というニュースリリースを出していたが、8月24日に希望者はiTunesカード代の返金に応じると発表した。

### 特典内容の問題
ポンパレード（現在の名称:ポンパレ）が2010年7月21日に掲載した、「ディナーコース+フルーツプレート+オリジナルな演出（要相談）1万円相当を5000円で!」という内容の割引クーポンに対し、対象店舗のサイトで確認するとAコース4800円の内容だったという。そのため不信感を抱くコメントがtwitter上にあふれ、炎上状態となった。これを受け、ポンパレードは「ディナー内容をAコースから、Cコースにアップグレード」したとTwitter上で報告した。

### 最低購入数の問題
ポンパレが2010年11月5日に掲載した「ハーゲンダッツ アイスクリーム ミニカップ 120ml 2個 ギフト券」660円分を100円で!（チケット1枚1回限り申込可）という内容の割引クーポンに対し、最低購入数を50万枚と設定したことでタイムリミットが近づいても契約不成立となることが判明し、急遽お詫びのお知らせを出した。今後の対応として、最低購入数の設定を取り消して契約成立に変更した。お詫びのお知らせが発表された2010年11月10日22時現在、購入数は約14万1,900枚となっており、最終購入数は36万7,401枚となった。

### サーバ負荷による問題
GMOグループが運営する「くまポン」が2010年11月15日のオープン初日に掲載した「1000円分のQUOカードを100円で購入できる権利」を行ったところアクセスが集中し、「サイトにアクセスできない」「購入ボタンを押したらエラーが出た」といった報告がTwitter上で続出した。くまポンは同日夜、お詫び文を掲載し陳謝をした。
株式会社DYMが運営する「みんなのクーポン」が2011年1月10日9時に「スタート特別企画 ハーゲンダッツ ギフト券 100円キャンペーン」を掲載・販売したところアクセスが集中し、購入できない状態となっていた。さらにサーバー設定上、1人1枚に限定していなかったため、一瞬で2人のユーザーに限度枚数まで購入されてしまった。また当初、東京限定としていなかったにもかかわらず、販売直後になって東京限定、1人1枚限りとしており、届いたコメントに対しレスポンスが遅れたことでTwitterが炎上。またTwitterの公式アカウントを何度も変更したために、旧公式アカウントが乗っ取られるなどの状態に陥った。みんなのクーポンは、2011年1月11日に、お詫び文を掲載し、2011年1月24日に同一のギフト券を「全国向け」に再び販売することを告知したが、1月24日にも同様にアクセス過多によるサーバートラブルを起こし、また「全国」とするはずが、「東京限定」となっていたため、関東以外の消費者が購入できないという状態が続いた。

### 店舗倒産による問題
グルーポンが2010年9月に掲載した食べ物詰め合わせのクーポンは12月末までの使用期限だったが、のちに提供店舗が11月末に閉店すると告知されてクーポンの期限が変更され、最終的にこの店舗は11月中旬に急遽閉店した。グルーポン・ジャパンは全面的にクーポンのキャンセル・返金に応じた。

### 過剰な受注による問題
グルーポン・ジャパンが2010年末に50%割引で販売したおせち料理が、当初予定の100セットを大幅に上回る500セットの注文を受けたがそのまま引き受けてしまい、12月31日になっても約200人が未配達、広告より量が少なかった、料理がいたんでいる、などの苦情が相次いだ。これを受けてグルーポン・ジャパンはトップページにお詫び文を掲載し、注文者へ対象クーポン購入金額を上限に全額返金する対応をとった。おせち料理提供元の『バードカフェ』を経営する株式会社外食文化研究所は、過剰な受注に仕込が間に合わなかった旨を説明した上で同代表取締役社長の辞任を表明。最終的には米グルーポンのCEO自らもお詫びを発表する事態となった。翌2011年1月、神奈川県・横浜市・農林水産省が立ち入り調査を行い、消費者庁も会社や社長から事情聴取することとなった。
グルーポンが2010年11月に掲載した名古屋新栄町「ひとよし」の「馬刺+馬しゃぶ等「とても馬い!コース」or刺身+魚しゃぶ等「ひとよしコース」」というクーポンで、当初設定された使用期間は12月5日から6月3日までだったが、クーポンの販売数が1,200枚を超える売上げを上げたため店側が困惑。クーポン利用の予約者に使用期間である6月まで「予約が一杯」と嘘の対応をしてしまい、ネット上で炎上する騒ぎとなった。結局、すべての購入者に返金対応するということに。「ひとよし」も評判を下げることになった。

### 景品表示法に抵触するケースの存在
日本国内の多くの「事前購入型クーポン」サイトは、商品を販売する際に「通常価格・定価」などの比較対象価格と「値引き価格」とする実際の販売価格を併記する「二重価格表示」を行っている。これは商品を割安にみせることで拡販を行う手法であるが、実際に販売されたこともない「定価」を設定してそれがもとの価格であるかのようにみせかけることは景品表示法で禁止されている。しかしながら一部の「事前購入型クーポン」サイトでは、販売された実態のない定価を表示する違法な二重価格表示が常習的に行われているとして、インターネットを中心に批判が高まっている。公正取引委員会は正当な比較対象価格について、「セール開始以前に衣料品など季節商品は1か月、食料品などは2か月続けて販売していた価格」としている。

### 偽造クーポンの問題
2010年12月、グルーポン・ジャパンが販売した鯛焼きの割引クーポンが偽造され、実際に使用された。鯛焼き店はグルーポン側の対応が不十分だとして、翌年2月にクーポンの使用を中止した。